# キリアン・ロドリゲス
キリアン・ロドリゲス・コンセプシオン（Kirian Rodríguez Concepción、1996年3月5日 - ）は、スペイン・カナリア諸島州カンデラリア出身のサッカー選手。UDラス・パルマス所属。ポジションはMF。

## クラブ経歴
カナリア諸島州のカンデラリアに生まれ、2014年にUDラス・パルマスのカンテラへ入団した。2015年にCチームへ、2017年からはBチームへ着々とトップチームへのステップを踏み、2019年6月2日、セグンダ・ディビシオンのUDアルメリア戦にて、79分にファビオ・ゴンサレスとの途中交代でトップチームデビューを果たした。2019-20シーズンからトップチームへと正式に昇格し、2020年7月20日のエストレマドゥーラUD戦ではプロ初ゴールを挙げて5-1での大勝に貢献した。
2022-23シーズン開幕前の8月2日、ガンの一種であるホジキンリンパ腫を発症したことを公表したが、同シーズン終盤からは戦線に復帰している。
ラス・パルマスが1部へ復帰した2023-24シーズンは、開幕からレギュラーとしてプレー。年明け1月には、中盤の要として同月4試合で2勝を挙げるチームに貢献したとしてラ・リーガ月間最優秀選手賞を受賞した。

## タイトル

### 個人
- ラ・リーガ月間最優秀選手賞 : 1回 (2024年1月)